# The Hunger Games: Bắt lửa
The Hunger Games: Bắt lửa (tựa gốc tiếng Anh: The Hunger Games: Catching Fire) là một bộ phim thuộc thể loại khoa học viễn tưởng của Hoa Kỳ được sản xuất năm 2013 dựa trên quyển tiểu thuyết của Suzanne Collins mang tên Bắt lửa, là quyển thứ 2 trong bộ ba quyển Đấu trường sinh tử. Phim là phần tiếp nối của phim Đấu trường Sinh tử. Bộ phim được sản xuất bởi hãng Lionsgate. Francis Lawrence được chọn làm đạo diễn trong phần này, đạo diễn hình ảnh do Simon Beaufoy và Michael Arndt phụ trách. Francis Lawrence đảm nhận vai trò đạo diễn thay Gary Ross trong phần trước. Ngoài các diễn viên tếp tục các vai diễn của mình trong phần trước, các diễn viên mới phải kể đến Philip Seymour Hoffman, Jeffrey Wright, Sam Claflin, Lynn Cohen, Jena Malone, Amanda Plummer, Alan Ritchson, và Meta Golding. Bộ phim được khởi quay vào ngày 10 tháng 9 năm 2012 tại Atlanta, Georgia trước khi chuyển đến Hawaii để tiếp tục quay.
Phần tiếp theo của bộ phim mang tên The Hunger Games: Mockingjay 1 được dự định lên kế hoạch sẽ ra rạp vào ngày 21 tháng 11 năm 2014, tiếp sau đó sẽ là cái kết của cuộc hành trình The Hunger Games: Mockingjay 2 vào ngày 20 tháng 11 năm 2015.

## Nội dung
Sau khi chiến thắng Đấu trường Sinh tử lần thứ 74, Katniss Everdeen và Peeta Mellark trở về nhà ở Quận 12. Tổng thống Snow viếng thăm Katniss và giải thích rằng hành động của cô gây ra trong Đấu trường đã truyền cảm hứng về một cuộc nổi loạn xuyên suốt các quận. Ông lệnh cho cô phải lợi dụng chuyến đi ăn mừng chiến thắng sắp tới để thuyết phục người dân rằng hành động của cô đều là vì tình yêu đối với Peeta, và không phải là một sự khinh thường chống lại Capitol. Trong suốt chuyến đi hai "người chiến thắng" cảm thấy xấu hổ với những gì mình đã làm và được nhân dân một số quận đồng cảm và một số quận căm ghét. Quân chính quyền cũng giết vài người ở mỗi quận khi bày tỏ thái độ về 2 nhân vật chính. Điểm cuối cùng của chuyến đi là Capitol, tại đây Katniss gặp Plutard Heavensbee - người điều hành trò chơi mới. Cô cũng nghe thấy ông và tổng thống đang bày kế giết cô trong trò chơi Sinh tử sau khi bắt cô giết người, khiến nhân dân các quận không nổi dậy nữa. Sau đó, Katniss Everdeen và Peeta Mellark trở về quận 12. Tại đây, một quan đầu quận mới được cử đến, ra chính sách đàn áp dã man người dân, bắt bớ, giết người, phá hoại tài sản theo lệnh tổng thống Snow. Vì ngăn cản lão ta giết một người dân mà Gale bị đem đi đánh đập và xử tử. Tuy vậy, Katniss Everdeen và Peeta Mellark đã cứu được mạng của anh. Snow và Plutard lập kế tổ chức Đấu trường Tứ Phân trong đó các ứng viên là những người thắng các cuộc thi trước. Dĩ nhiên Katniss là ứng viên nữ của quận 12. Haymitch đã hứa sẽ tình nguyện đi thay cho Peeta nếu Peeta được chọn, nhưng cuối cùng Haymitch mới là người được chọn và Peeta quyết định đi thay cho Haymitch. Trước khi thi đấu, Katniss Everdeen và Peeta Mellark kết đồng minh với Finnick Odair và Mags từ quận 4. Họ cũng làm quen với Beetee Latier và Wiress - 2 chuyên gia về điện đến từ quận 3 và Johanna Mason từ quận 7. Vào đấu trường, người thiết kế cho Katniss bị lính giết. Katniss, Peeta đi cùng với Finnick và Mags, họ nhận được vòi nước tiếp tế từ Haymitch. Peeta dính vào lưới điện nhưng được Finnick cứu. Sau đó Mags hi sinh để 3 người còn lại chạy thoát khói độc. Sau đó họ bị bầy khỉ tấn công nhưng với sự hy sinh của một ứng viên nữ đến từ quận 6, họ thoát ra biển. Ở đây họ gặp nhóm của Beetee, Wiress và Johanna đến kết đồng minh. Wiress tìm ra nguyên lý của đấu trường là quay theo chiều đồng hồ nhưng sau đó bị giết chết, đồng thời chiều quay của đấu trường cũng bị đảo ngược lại. Beetee lập kế dùng điện tiêu diệt "lũ Nhà Nghề" đến từ quận 1 và 2. Trong khi Katniss và Johanna đi nối dây điện thì bị "lũ Nhà Nghề" phát hiện, Katniss phải giả chết còn Johanna chạy trốn. Lúc sau, Katniss chạy về thấy Beetee bị điện giật bất tỉnh còn Finnick và Peeta thì không thấy đâu. Finnick chạy lại tìm cô, Katniss không bắn Finnick mà nối mũi tên vào dây điện bắn lên mái của đấu trường làm hỏng toàn bộ đấu trường. Cô bị điện giật ngất đi và được một máy bay chở đi. Khi tỉnh dậy, cô thấy mình đang trong máy bay đến quận 13, trong khi Haymitch, Finnick và Plutard đang lên kế hoạch cho một cuộc cách mạng mới còn Beetee vẫn bất tỉnh. Họ nói rằng Peeta và Johanna đã bị đưa về Capitol. Katniss tức giận và tấn công Haymitch, sau đó được tiêm thuốc mê để kiềm chế. Cô mê man mấy ngày và khi tỉnh dậy, Gale nói với cô cuộc cách mạng đang diễn ra, quận 12 thì đã bị bom lửa san phẳng nhưng Gale đã cứu gia đình cô thoát chết.

## Diễn viên
- Jennifer Lawrence trong vai Katniss Everdeen
- Josh Hutcherson trong vai Peeta Mellark
- Liam Hemsworth trong vai Gale Hawthorne
- Woody Harrelson trong vai Haymitch Abernathy
- Elizabeth Banks trong vai Effie Trinket
- Lenny Kravitz trong vai Cinna
- Philip Seymour Hoffman trong vai Plutarch Heavensbee
- Jeffrey Wright trong vai Beetee Latier
- Stanley Tucci trong vai Caesar Flickerman
- Donald Sutherland trong vai President Snow
- Toby Jones trong vai Claudius Templesmith
- Willow Shields trong vai Primrose Everdeen
- Sam Claflin trong vai Finnick Odair
- Lynn Cohen trong vai Mags
- Jena Malone trong vai Johanna Mason
- Amanda Plummer trong vai Wiress

## Phần tiếp theo
Vào tháng 7 năm 2012, Lionsgate xác nhận rằng hai bộ phim chuyển thể từ cuốn tiểu thuyết cuối cùng trong bộ ba cuốn Đấu trường sinh tử, Húng nhại, sẽ được phát hành. bộ phim đầu tiên, The Hunger Games: Húng nhại – Phần 1, được phát hành vào ngày 21 tháng 11 năm 2014 trong khi bộ phim thứ hai, The Hunger Games: Húng nhại – Phần 2, được phát hành vào ngày 20 tháng 11 năm 2015. Công việc quay phim cho cả hai phần phim bắt đầu vào ngày 23 tháng 9 năm 2013 tại Atlanta và kết thúc vào ngày 20 tháng 6 năm 2014 tại Berlin, Đức.